# Styphelia macrocarpa
Styphelia macrocarpa là một loài thực vật có hoa trong họ Thạch nam. Loài này được (Schltr.) Sleumer miêu tả khoa học đầu tiên năm 1963.